# 新井神社 (伊東市)
新井神社（あらいじんじゃ）は、静岡県伊東市新井にある神社。

## 概要
伊東港の東方、伊東漁港の南方至近に鎮座している。
創建は元応2年（1320年）、新井の浜で拾われた恵比寿像を大漁祈願で祀ったことに始まる。比留古神社、蛭子神社と称されていたが、明治30年（1897年）に諏訪神社と八幡神社を合祀し、大正3年（1914年）に新井神社に改称した。
寺社と温泉を巡る観光ルート「伊東温泉 七福神巡り」において、「恵比寿神の新井神社」として神社で唯一登録され、近隣には共同浴場「恵比寿あらいの湯」が設置されている。
奇数年に隔年で行われていた、神輿巡幸、海上渡御、鹿島踊り、舟歌などからなる1月7日の例大祭（裸まつり）は、伝統的な海の祭りの古式行事をよく伝えているとして、県の無形民俗文化財に指定されているが、近年ではその負担の大きさから休止されており、代わりに近隣の天照皇大神社（玖須美神社）と合同で、より簡素化された形態の夏祭りが、7月中旬に行われるようになっている。

## 祭神
- 蛭子神
- 諏訪神
- 八幡神

## 文化財
- 新井の大祭り諸行事 - 県指定無形民俗文化財[5]。
- 鹿島踊り - 市指定無形民俗文化財[6]。